# Krivic
Krivic je priimek več znanih Slovencev:
- Ada Krivic (r. Dequal) (1914—1995), političarka
- Boro Krivic, alpinist
- Edo Krivic (1911—1988), arhitekt, mož Tilke Krivic
- Gregor Krivic (*1984), hokejist
- Jure Krivic (*197#?), geolog
- Katarina Krivic, geologinja, paleontologinja, kustosinja
- Matevž Krivic (*1942), pravnik in publicist, nekdanji ustavni sodnik RS
- Matjaž Krivic (*1972), fotograf in popotnik
- Primož Krivic (1950—1990), hidrogeolog, jamski potapljač
- Rudolf Krivic (1887—1983), pravnik
- Vladimir Krivic (1914—1996), pravnik in politik (mdr. državni tožilec, član IK CK ZKS, predsednik vrhovnega in ustavnega sodišča LRS/SRS)
- Tilka Krivic (Matilda Klinar-Krivic) (1914—2003), agronomka, izredna profesorica BF